# Tibayan
Tibayan is een bestuurslaag in het regentschap Klaten van de provincie Midden-Java, Indonesië. Tibayan telt 3264 inwoners (volkstelling 2010).